# 8 février aux Jeux olympiques d'hiver de 2018
Pour un article plus général, voir Jeux olympiques d'hiver de 2018.
Le jeudi 8 février aux Jeux olympiques d'hiver de 2018 est le premier jour de compétition.

## Programme
| Heure UTC+9 (Pyeongchang)                     |               |
| bleu                                          | Cérémonie     |
| neutre                                        | Épreuve       |
| or                                            | Finale        |
| orange                                        | Petite finale |
| rose                                          | Reporté       |
| gris                                          | Annulé        |
| Compétition masculine                         | Hommes        |
| Compétition féminine                          | Femmes        |
| Compétition mixte (hommes et femmes mélangés) | Mixte         |
| Compétition en couple (1 homme et 1 femme)    | Couple        |
| modifier                                      |               |

| Horaire | Discipline Spécialité | Discipline Spécialité      | Discipline Spécialité                      | Phase                    | Résultats | Références |
| ------- | --------------------- | -------------------------- | ------------------------------------------ | ------------------------ | --------- | ---------- |
| 09 h 05 |                       | Curling Double mixte       | Compétition en couple (1 homme et 1 femme) | Premier tour 1re session | vs        | ,          |
| 09 h 05 |                       | Curling Double mixte       | Compétition en couple (1 homme et 1 femme) | Premier tour 1re session | 6-9       | -          |
| 09 h 05 |                       | Curling Double mixte       | Compétition en couple (1 homme et 1 femme) | Premier tour 1re session | 9-4       | -          |
| 09 h 05 |                       | Curling Double mixte       | Compétition en couple (1 homme et 1 femme) | Premier tour 1re session | 5-7       | -          |
| 20 h 05 |                       | Curling Double mixte       | Compétition en couple (1 homme et 1 femme) | Premier tour 2e session  | 6-7       | -          |
| 20 h 05 |                       | Curling Double mixte       | Compétition en couple (1 homme et 1 femme) | Premier tour 2e session  | 7-8       | -          |
| 20 h 05 |                       | Curling Double mixte       | Compétition en couple (1 homme et 1 femme) | Premier tour 2e session  | vs        | [ 3 ]      |
| 20 h 05 |                       | Curling Double mixte       | Compétition en couple (1 homme et 1 femme) | Premier tour 2e session  | 4-6       | -          |
| 21 h 30 |                       | Saut à ski Tremplin normal | Compétition hommes                         | Qualifications           | -         | -          |

## Tableau des médailles provisoire
- Pays organisateur (Corée du Sud)

| Aucune médaille n'a été attribuée. | Aucune médaille n'a encore été attribuée. |